# Etemenanki

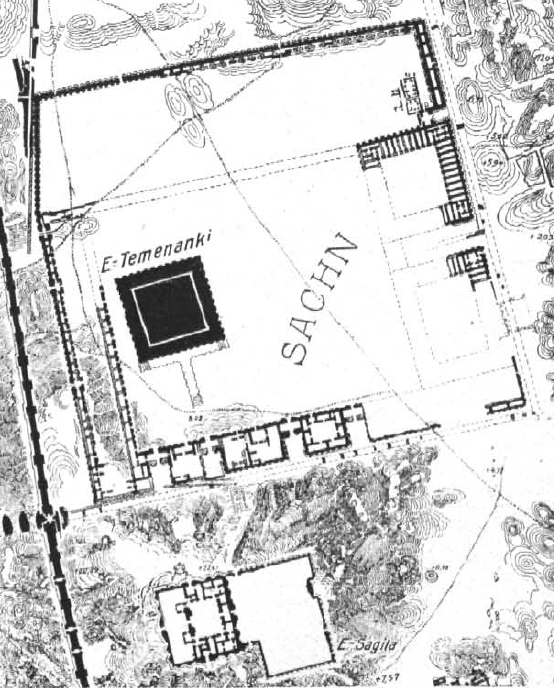
Plano del complejo religioso, con el Etemenanki.

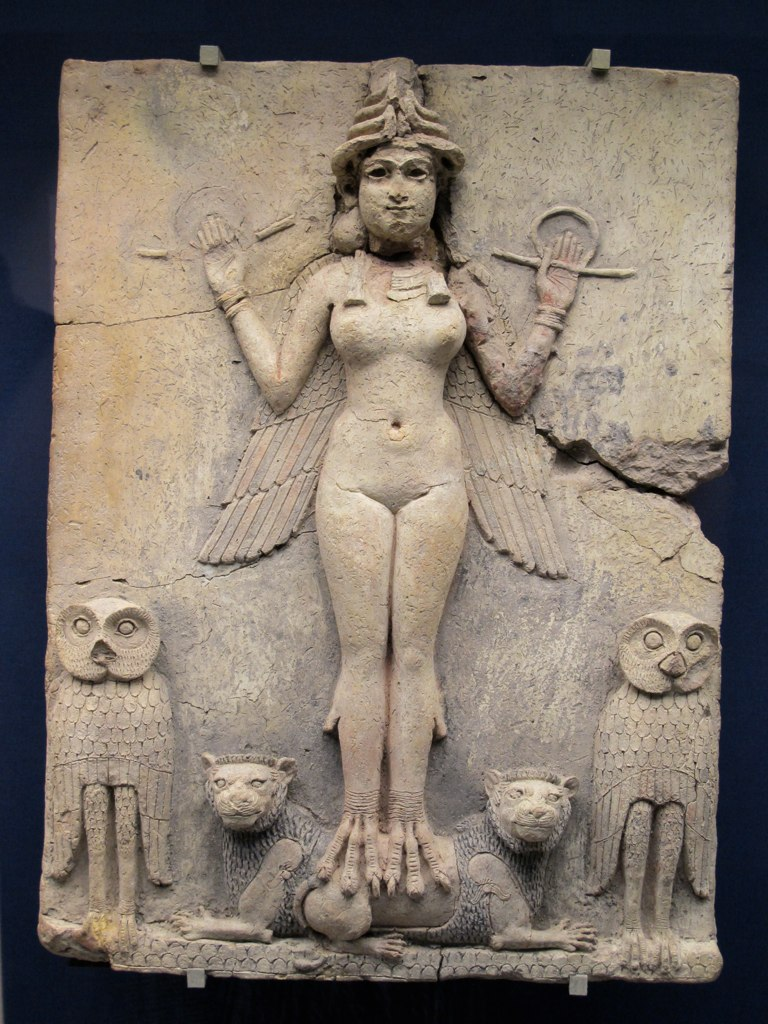
Diosa Ishtar

Etemenanki (El templo de la creación del cielo y de la tierra) era el nombre de un zigurat dedicado a Marduk en la ciudad de Babilonia en el siglo VI a. C. de la dinastía caldea. Originalmente de siete pisos de altura, pocos restos permanecen en la actualidad. Etemenanki fue popularmente asociado con la Torre de Babel de la cual se dice que se inspiró el relato bíblico.

## Construcción
No se sabe exactamente cuándo fue construido Etemenanki, pero probablemente existía antes del reino de Hammurabi (hacia  1792-1750  a. C.). Se piensa que el poema sobre la creación de Babilonia Enûma Elish fue escrito durante poco tiempo después del reinado de Hammurabi; dado que el poema menciona al Esagila, el templo de Marduk, siendo creado inmediatamente después de la creación del mundo, e intuye la existencia de Etemenanki, se presume que ambas  existían durante al menos 100 años antes del tiempo en el que escribió este poema, pero también debe de estar escrito mucho antes, ya que los autores también ignoran cuándo exactamente lo construyeron.
La ciudad de Babilonia fue destruida en 689 a. C. por Senaquerib, quien dice haber destruido el  Etemenanki. La ciudad fue restaurada por Nabopolasar y su hijo Nabucodonosor II. Costó 88 años en ser reconstruida. Su característica central era el templo de Marduk (Esagila), para el cual estaba relacionado el zigurat Etemenanki. Esta fue reconstruida por Nabucodonosor II. Los siete pisos del zigurat alcanzan una altura de 91 metros y contiene un templo en la cima.

## Reconstrucción
La base de esta torre habría sido un cuadrado de 92 metros de lado, y su altura original habría sido aumentada en tiempos de Nabopolasar y Nabucodonosor II (605-592 a. C.), para hacerla un digno exponente de su poderío y grandeza. Cálculos basados en otras excavaciones arqueológicas determinaron que esta torre escalonada pudo haber tenido entre 60 y 90 m de altura.
Se conserva una muy interesante y detallada descripción de este zikkurratu (zigurat) en los escritos de Heródoto, llamado el «Padre de la Historia», quien visitó Babilonia.

En medio de cada uno de los dos grandes cuarteles en que la ciudad se divide, hay levantados dos alcázares. En el uno está el palacio real, rodeado con un muro grande y de resistencia, y en el otro un templo de Júpiter Belo con sus puertas de bronce. Este templo, que todavía duraba en mis días, es cuadrado y cada uno de sus lados tiene dos estadios. En medio de él se va fabricada una torre maciza que tiene un estadio de altura y otro de espesor. Sobre esta se levanta otra segunda, después otra tercera, y así sucesivamente hasta llegar al número de ocho torres. Alrededor de todas ellas hay una escalera por la parte exterior, y en la mitad de las escaleras un rellano con asientos, donde pueden descansar los que suben. En la última torre se encuentra una capilla, y dentro de ella una gran cama magníficamente dispuesta, y a su lado una mesa de oro. No se ve allí estatua ninguna, y nadie puede quedarse de noche, fuera de una sola mujer, hija del país, a quien entre todas escoge Dios, según refieren los Caldeos, que son sus sacerdotes.

Hoy solo se conservan ruinas de ella ya que su construcción fue hecha con materiales muy sensibles a la intemperie.

## Descripción y referente
El templo de Etemenanki , era un monumento con una base de planta cuadrada o rectangular, construido en forma de alta terraza, escalonado en varios niveles –tres, cuatro o siete–, en el último de los cuales se erigía una capilla o un templo. El núcleo se construía con adobes secados al sol, revestido con una gruesa capa de ladrillos cocinados en hornos. El templo en la cima, al que se accedía a través de escaleras situadas de forma perpendicular a la fachada o adosadas a esta, era de ladrillos esmaltados.
Una de las reseñas antiguas que habla sobre la edificación del Etemenanki, es el relato de Heródoto cuando pasó por Babilonia en el siglo V a. C. Heródoto describía la fachada de la torre con una altura de aproximadamente 90 m, el edificio en forma escalonada tenía siete pisos, hechos de muros con resaltos, sin duda verticales. El templo tenía una planta cuadrangular dividida en dos sectores y delimitada por una gran muralla. La subida a cada una de las torres se hacía por fuera siguiendo una escalera en espiral hasta llegar al final. El último piso tenía instalaciones para el culto, adornadas con ladrillos esmaltados azules, imitando el color del cielo. También señala que aquel santuario azul de la cima estaba dedicado al dios Marduk y hace referencia a la celebración anual de renovación del reinado como fruto del contacto entre Marduk y el rey.
El Etemenanki también fue descrito en una tablilla cuneiforme llamada «del Esagil» escrita en el 229 a. C. en la ciudad de Uruk. La copia más antigua del texto se encuentra hoy en el Museo del Louvre de París. Este escrito dejaba constancia del estado de la torre y describía las medidas solamente del primer piso que llegaban a los 90 metros de longitud y de anchura, mientras que de alto medía unos 33 metros. Se hace mención de que la Torre de Babel fue constituida con 7 pisos en total, de medidas cada vez más pequeñas. En la actualidad se ha identificado una estructura de adobe de similares características que fue confirmada por excavaciones dirigidas por Robert Koldewey en 1913. Se descubrieron largas escaleras en el sur del edificio, donde un triple pasillo se conectaba en la cima con el templo superior de Marduk. Un pasillo más largo, al este, conectaba el Etemenanki con el camino sagrado procesional (reconstruido en el Museo de Pérgamo, en Berlín).
Por otro lado, las excavaciones arqueológicas han sacado a la luz que existía una escalera con forma de «T» aunque se desconoce hasta qué altura llegaba. Por el momento no se descarta que se diesen dos sistemas de comunicación simultáneos, la escalera con forma de «T» por un lado y por el otro una escalera en espiral o en zigzag tal como plantea Heródoto. Al mismo tiempo, se conoce que había nichos ricamente decorados con motivos de la fiesta del Año Nuevo Babilónico y la creación del monumento, tema que nos remite al significado de la estructura «puerta del sol, entrada del cielo», que seguramente viniese a ser interpretado como un lugar de comunicación entre lo divino y lo terrenal.

## Declive

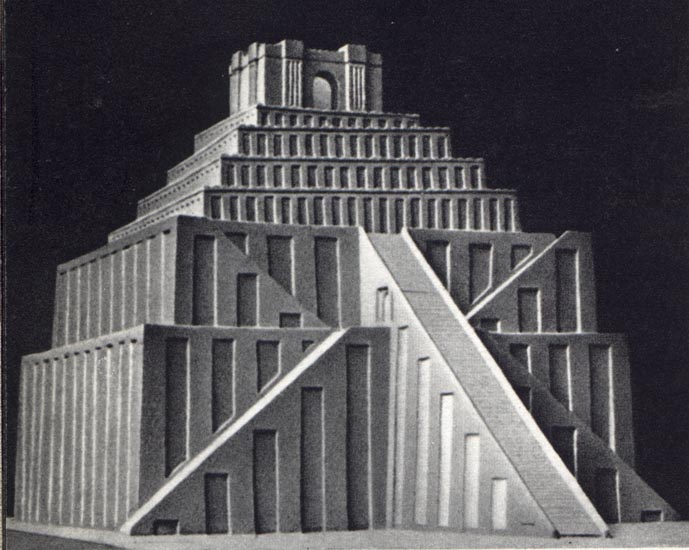
Reconstrucción hipotética del zigurat Etemenanki.

Construida con esfuerzo, a lo largo de muchos reinados, sobrevivió poco tiempo. Babilonia, que cayó en 539 a. C. bajo la dominación persa, se rebeló en 482 a. C. Jerjes, que la puso nuevamente bajo su autoridad, tomó represalias que causaron serios daños al monumento. Un siglo y medio más tarde, en 331 a. C., Alejandro Magno estableció su capital en Babilonia, y cuando vio la torre en ruinas, trató de restaurarla. Pero ello le supuso tanto trabajo, que renunció a su proyecto.
A continuación, la torre sirvió de cantera a los constructores de los alrededores, que la redujeron a un montículo informe. Sobre ella se construyó un edificio y, cuando este se desplomó, cubrió las ruinas de la torre inicial, escondiéndola por muchos siglos. El escrito de la «tablilla del Esagil» datado en el siglo II a. C., ya describe un deterioro al hacer mención especialmente del primer piso que llegaba a la altura de los 33 metros.